# Atomic Kitten
Atomic Kitten és un grup de música britànic format a Liverpool l'any 1998. El grup fou format per Kerry Katona, Heidi Range i Liz McClarnon. Range abandonà el grup, abans de treure el primer senzill l'any 2000, i es va unir Natasha Hamilton. L'any 2001, Katona abandonà el grup i s'afegí Jenny Frost, quedant constituït així, durant uns anys, per McClarnon, Hamilton i Frost. Actualment el grup està constituït solament per Natasha Hamilton i Liz McClarnon.

## Discografia
- Right Now (2000)
- Feels So Good (2002)
- Ladies Night (2003)